# 1168 Brandia
1168 Brandia eller 1930 QA är en asteroid i huvudbältet som upptäcktes 25 augusti 1930 av den belgiske astronomen Eugène Joseph Delporte i Uccle. Den har fått sitt namn efter belgaren Eugène Brand.
Asteroiden har en diameter på ungefär 10 kilometer och den tillhör asteroidgruppen Eunomia.